# Севостьянова, Анастасия Кирилловна
Анастасия Кирилловна Севостьянова (Манаева) (1927 — 2012) — советский передовик производства в сельском хозяйстве. Герой Социалистического Труда (1948).

## Биография
Родилась 6 февраля 1927 года в селе Шубное, Острогожского района Воронежской области в крестьянской семье.
В 1941 году окончила семь классов сельской школы и с началом Великой Отечественной войны начала трудиться в колхозе «20-я годовщина Октября» Острогожского района.
С 1944 года А. К. Севостьянова (Минаева) возглавила комсомольско-молодёжное звено по выращиванию зерновых, состоящее из десяти человек, в колхозе не было ни машин, ни живого тягла, им приходилось за десятки километров таскать на себе посевные семена, на санках вывозили навоз на поля, зимой вручную проводили снегозадержание, а весной подкармливали золой посевы. В уборочную на носилках доставляли снопы к месту скирдования.
В 1947 году звеном А. К. Манаевой был получен урожай ржи 31 центнер с гектара на площади 8 гектаров и это с учётом того, что предыдущий 1946 года из-за засухи был неурожайным.
18 января 1948 года Указом Президиума Верховного Совета СССР «за получение высоких урожаев пшеницы и ржи в 1947 году» Анастасия Кирилловна Минаева была удостоена звания Героя Социалистического Труда с вручением Ордена Ленина и золотой медали «Серп и Молот», помимо неё этого высокого звания были удостоены её бригадир — И. С. Волокитин и председатель колхоза — В. И. Байдиков.
В 1949 году А. К. Минаева обучалась в Усманьской школе по подготовке руководящих кадров для сельского хозяйства на агронома. С 1952 по 1982 годы  работала агрономом–семеноводом и старшим бухгалтером колхоза.
Помимо основной деятельности А. К. Минаева неоднократно избиралась депутатом Шубинского сельского Совета депутатов трудящихся.
С 1982 года — на пенсии. Проживала в родном селе Шубное. Скончалась 1 октября 2012 года.

## Награды
- Медаль «Серп и Молот» (18.01.1948)
- Орден Ленина (18.01.1948)
- Медаль «За доблестный труд в Великой Отечественной войне 1941—1945 гг.»

### Звания
- Почётный гражданин Острогожского района (2002)